# 미야자키 도모히코
미야자키 도모히코(일본어: 宮崎 智彦, 1986년 11월 21일 ~ )는 일본의 축구 선수이다. 현재 J3리그의 후쿠시마 유나이티드 FC에서 뛰고 있다.

## 구단 경력
그는 2009년부터 J리그의 가시마 앤틀러스, 요코하마 FC, 주빌로 이와타, 파지아노 오카야마, 후쿠시마 유나이티드 FC에서 뛰었다.